# Perioadă (geologie)
O perioadă geologică este o subdiviziune a unei ere pe scara timpului geologic. Aceste perioade formează elemente ale unei diviziuni ierarhice în care geologii au împărțit istoria Pământului.
Eonul și era sunt subdiviziuni mai mari decât perioada, în timp ce perioadele pot fi împărțite în epoci, care la rândul lor se împart în vârste.  

## Structură
Cele douăsprezece perioade recunoscute în prezent ale eonului actual - Fanerozoic - sunt definite de Comisia Internațională de stratigrafie prin referire la stratigrafia din anumite locuri din întreaga lume. Următorul tabel include toate perioadele actuale recunoscute. Tabelul omite timpul de dinainte de acum 2500 de milioane de ani în urmă.
| Eon         | Eră              | Perioadă                                 | Întindere (milioane de ani în urmă) | Durată (în milioane de ani) |
| ----------- | ---------------- | ---------------------------------------- | ----------------------------------- | --------------------------- |
| Fanerozoic  | Cenozoic         | Cuaternar (Pleistocen/Holocen)           | 2,588–0                             | 2,588+                      |
| Fanerozoic  | Cenozoic         | Neogen (Miocen/Pliocen)                  | 23,03–2,588                         | 20,4                        |
| Fanerozoic  | Cenozoic         | Paleogen (Paleocen/Eocene/Oligocen)      | 66,0–23,03                          | 42,9                        |
| Fanerozoic  | Mezozoic         | Cretacic                                 | 145,5–66,0                          | 79,5                        |
| Fanerozoic  | Mezozoic         | Jurasic                                  | 201,3–145,0                         | 56,3                        |
| Fanerozoic  | Mezozoic         | Triasic                                  | 252,17–201,3                        | 50,9                        |
| Fanerozoic  | Paleozoic        | Permian                                  | 298,9–252,17                        | 46,7                        |
| Fanerozoic  | Paleozoic        | Carbonifer (Mississippian/Pennsylvanian) | 358,9–298,9                         | 60                          |
| Fanerozoic  | Paleozoic        | Devonian                                 | 419,2–358,9                         | 60,3                        |
| Fanerozoic  | Paleozoic        | Silurian                                 | 443,4–419,2                         | 24,2                        |
| Fanerozoic  | Paleozoic        | Ordovician                               | 485,4–443,4                         | 42                          |
| Fanerozoic  | Paleozoic        | Cambrian                                 | 541,0–485,4                         | 55,6                        |
| Proterozoic | Neoproterozoic   | Ediacaran                                | 635,0–541,0                         | 94                          |
| Proterozoic | Neoproterozoic   | Criogenian                               | 850–635                             | 215                         |
| Proterozoic | Neoproterozoic   | Tonian                                   | 1000–850                            | 150                         |
| Proterozoic | Mesoproterozoic  | Stenian                                  | 1200–1000                           | 200                         |
| Proterozoic | Mesoproterozoic  | Ectasian                                 | 1400–1200                           | 200                         |
| Proterozoic | Mesoproterozoic  | Calymmian                                | 1600–1400                           | 200                         |
| Proterozoic | Paleoproterozoic | Statherian                               | 1800–1600                           | 200                         |
| Proterozoic | Paleoproterozoic | Orosirian                                | 2050–1800                           | 250                         |
| Proterozoic | Paleoproterozoic | Rhyacian                                 | 2300–2050                           | 250                         |
| Proterozoic | Paleoproterozoic | Siderian                                 | 2500–2300                           | 200                         |